# Williams FW31
O FW31 é o carro da Williams construído para a temporada de 2009 da Fórmula 1. Condutores: Nico Rosberg e Kazuki Nakajima. 

## Lançamento
O carro foi apresentado em 19 de janeiro de 2009 no Autódromo Internacional do Algarve em Portugal com o piloto de testes Nicolas Hülkenberg.

## Pre-temporada

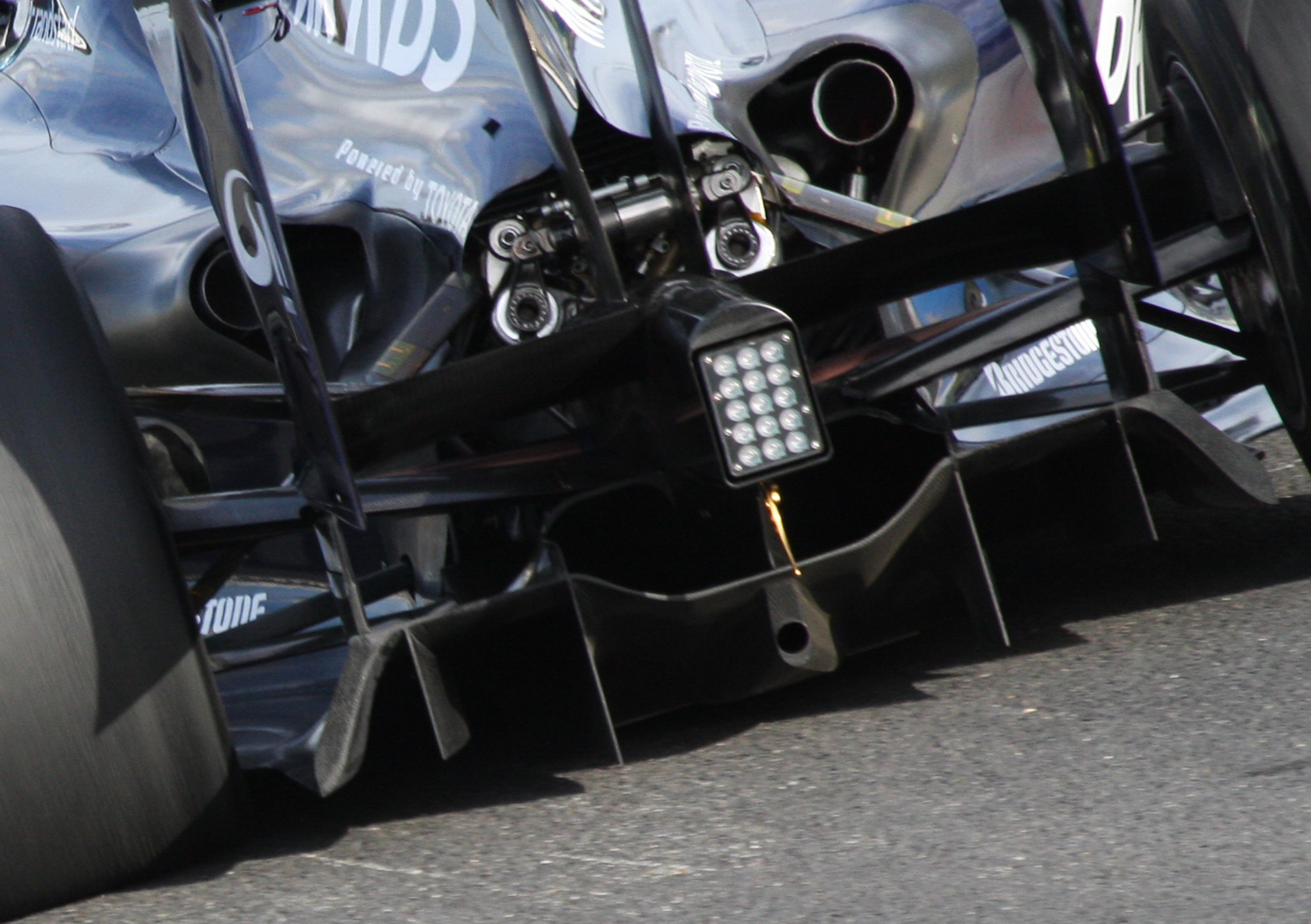
O difusor do FW31 causou controvérsias quando o chassi foi lançado.

As equipes Ferrari, Red Bull, Renault e BMW-Sauber contestaram o uso dos difusores do modelo Williams FW31, assim como dos modelos Toyota TF109 e Brawn BGP 001 alegando que eram irregulares. Mas após análise da FIA foi confirmado que não houve irregularidades nos carros.

## Resultados[3]
(legenda) (em itálico volta mais rápida)
| Ano  | Chassi | Motor            | Pneus | Nº | Pilotos         | 1   | 2   | 3   | 4   | 5   | 6   | 7   | 8   | 9   | 10  | 11  | 12  | 13  | 14  | 15  | 16  | 17  | Pontos | Posição |  |
| ---- | ------ | ---------------- | ----- | -- | --------------- | --- | --- | --- | --- | --- | --- | --- | --- | --- | --- | --- | --- | --- | --- | --- | --- | --- | ------ | ------- |  |
|      |        |                  |       |    |                 |     |     |     |     |     |     |     |     |     |     |     |     |     |     |     |     |     |        |         |  |
|      |        |                  |       |    |                 | AUS | MAL | CHN | BHR | ESP | MON | TUR | GBR | GER | HUN | EUR | BEL | ITA | SIN | JAP | BRA | ABD |        |         |  |
| 2009 | FW31   | Toyota RVX-09 V8 | B     | 16 | Nico Rosberg    | 6   | 81  | 15  | 9   | 8   | 6   | 5   | 5   | 4   | 4   | 5   | 8   | 16  | 11  | 5   | Ret | 9   | 34.5   | 7°      |  |
| 2009 | FW31   | Toyota RVX-09 V8 | B     | 17 | Kazuki Nakajima | Ret | 12  | Ret | Ret | 13  | 15† | 12  | 11  | 12  | 9   | 18  | 13  | 10  | 9   | 15  | Ret | 13  | 34.5   | 7°      |  |

↑1  Foi atribuído metade dos pontos, porque o número de voltas da prova não alcançou 75% da distância percorrida.
† Completou mais de 90% da distância da corrida.